# 스티븐슨 2 DFK 1
좌표:  18h 39m 02.3709s, −06° 05′ 10.5357″
스티븐슨 2 DFK 1(영어: Stephenson 2 DFK 1, St2-18)은 지구에서 약 18,900광년 떨어진 적색 초거성 또는 극대 거성이다.  
1990년 미국의 천문학자 찰스 브루스 스티븐슨(Charles Bruce Stephenson)이 발견한 산개 성단 스티븐슨 2(Stephenson 2)에 존재하는 40여개의 적색 초거성 중 하나이다. 처음에는 비정상적인 밝기와 비정상적인 고유 운동, 2만 광년 떨어져 있는 스티븐슨 2와 거리상 차이 등으로 인해 별개의 항성으로 간주하였다가 이후 연구에서 중심 성단과 비슷한 거리에 있는 것으로 추정되었고, 2020년 가장 큰 항성으로 갱신되었다. 그러나 최근 연구에선 스티븐슨 2-18이 스티븐슨 2와는 별개일 가능성이 높다고 한다. 
지름은 약 28억 9,260만 km로 이전까지 알려진 가장 큰 항성인 방패자리 UY보다 최대 약 2~3배 더 크며 현재 우리 은하에서 발견된 항성 중 가장 크다. 태양과의 거리가 약 14억 3,300만 km인 토성의 공전 궤도와 비슷한 크기이며, 태양과 비교하면 반지름은 2,150배, 부피는 약 100억 배(지구 부피의 약 1경 2천조 배)로 추정되고, 광도는 약 44만 배에서 최대 약 63만 배에 이르지만, 질량은 약 25 배에 불과하고 표면 온도는 절반 수준인 3,200K이다.  
나이는 약 2,000만 년 정도로 추정되며, 수 백만 년이 지나면 초신성 폭발로 소멸하여 이후에는 블랙홀이 될 것으로 예측하고 있다. 

## 같이 보기
- R136a1
- 질량이 큰 항성 목록
- 웨스터룬드 1 W26
- 백조자리 NML
- WOH G64
- 큰개자리 VY